# 80 milionów
80 milionów – polski film sensacyjny z 2011 roku w reżyserii Waldemara Krzystka. Zdjęcia do filmu realizowano we Wrocławiu od 4 września 2010 do 29 stycznia 2011 roku.

## Opis fabuły
Fabuła filmu inspirowana była prawdziwą historią, która wydarzyła się we Wrocławiu, w okresie od wydarzeń sierpniowych 1980 roku do sierpnia 1982. Większość akcji obejmuje okres bezpośrednio poprzedzający wprowadzenie stanu wojennego 13 grudnia 1981. Tytuł filmu nawiązuje do podjęcia z banku 3 grudnia 1981 r. i złożeniu w depozycie wrocławskiej kurii przez działaczy dolnośląskiej „Solidarności” majątku Związku w wysokości 80 milionów złotych. Działacze przewidywali wprowadzenie przez władze PRL stanu wyjątkowego i zablokowanie dostępu do środków przechowywanych w banku. Przebieg akcji opisała wrocławska dziennikarka Katarzyna Kaczorowska w książce „80 milionów. Historia prawdziwa”, która ukazała się w 2011 roku. Według ustaleń dziennikarki organizatorem i pomysłodawcą akcji podjęcia i ukrycia 80 milionów złotych był Józef Pinior, ówczesny rzecznik finansowy związku, który do współpracy zaprosił Piotra Bednarza, wiceprzewodniczącego Zarządu Regionu dolnośląskiej Solidarności oraz Tomasza Surowca i Stanisława Huskowskiego.

## Obsada
- Filip Bobek – Władysław Frasyniuk
- Marcin Bosak – Maks
- Wojciech Solarz – Stanisław Huskowski
- Piotr Głowacki – Sobczak, kapitan SB
- Agnieszka Grochowska – Anka
- Sonia Bohosiewicz – SB-eczka Czerniak
- Olga Frycz – Maria
- Krzysztof Czeczot – Józef Pinior
- Maciej Makowski – Piotr Bednarz
- Mariusz Benoit – Tadeusz Markuć „Kmicic”
- Jan Frycz – major Bagiński
- Krzysztof Stroiński – „Żegota”
- Przemysław Bluszcz – drukarz Bogdan Stroiński
- Cezary Morawski – dyrektor banku Jerzy Aulich
- Adam Ferency – arcybiskup Henryk Gulbinowicz
- Mirosław Haniszewski – SB-ek „Gapa”
- Adam Cywka – SB-ek Zubek
- Jarosław Góral – SB-ek
- Jacek Grondowy – SB-ek
- Mirosław Baka – komendant KW MO
- Emilia Komarnicka – Natalia, funkcjonariuszka SB
- Andrzej Deskur – Cheval, francuski dziennikarz
- Bartłomiej Firlet – Jasiek

i inni.

## Nagrody i nominacje
- 2012: Polski Instytut Sztuki Filmowej – kandydat do Oscara w kategorii Najlepszy Film Nieanglojęzyczny[2]